# Van Rhijn (cràter)

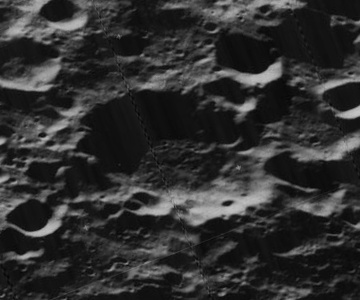
Imatge obliqua de la missió Lunar Orbiter 5

Van Rhijn és un antic cràter d'impacte lunar que es troba en l'hemisferi nord de la cara oculta de la Lluna, al sud del cràter més gran Störmer, i al nord-est de De Moraes.

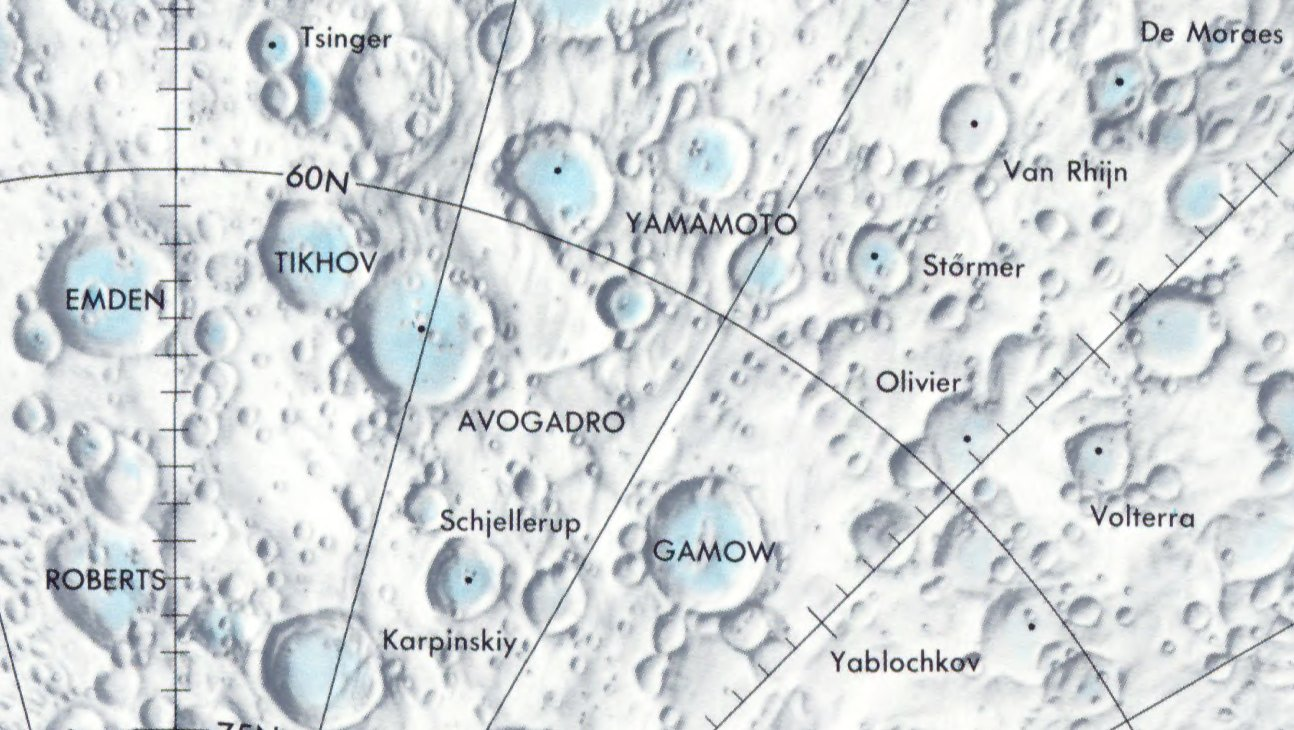
Localització de Van Rhijn (quadrant superior dret de la imatge)

La vora exterior d'aquest cràter ha estat profundament desgastada i erosionada pels impactes rebuts, amb cràters més petits que envaeixen les parts nord-est, nord-oest i sud-est de la vora. El perfil del brocal s'ha suavitzat i arrodonit, quedant el cràter convertit en poc més que una depressió sobre la superfície. El sòl interior és relativament pla i sense trets distintius, freturós d'impactes significatius.

## Cràters satèl·lit
Per convenció aquests elements són identificats en els mapes lunars posant la lletra en el costat del punt central del cràter que està més proper a Van Rhijn.

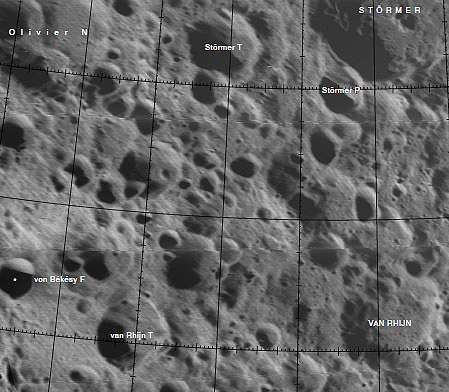
Entorn de Van Rhijn (cantonada inferior dreta)

|           | \| van Rhijn \| Coordenades \| Diàmetre \| \| --------- \| -------------------------------------- \| -------- \| \| T \| 52° 12′ N, 140° 00′ E / 52.2°N,140.0°E \| 35 km \| |          |
| van Rhijn | Coordenades | Diàmetre |
| T         | 52° 12′ N, 140° 00′ E / 52.2°N,140.0°E | 35 km    |